# República de Tlaxcala
|  | Aquest article tracta sobre l'estat prehispànic de Tlaxcala. Si cerqueu l'estat homònim que pertany a Mèxic, vegeu «Estat de Tlaxcala». |

La República de Tlaxcala, també coneguda com a Confederació de Tlaxcala, va ser la unió de quatre estats de llengua nàhuatl: Tepeticpac, Tizatlán, Ocotelulco i Quiahuiztlán, que se situaven en la part oriental de la vall de Mèxic, en els actuals estats de Tlaxcala i Puebla. Va ser una entitat política mesoamericana que va tenir un auge cultural en el període post-clàssic mesoamericà i era un enclavament independent envoltat per l'Imperi Mexica. Per si mateixa, la confederació no tenia un tlatoani com a màxim dirigent, sinó que cadascun dels senyorius que la conformaven tenien el seu propi governant i funcionaven com un senat.

## Origen dels senyorius de Tlaxcala
De 1290 a 1519 va tenir lloc l'arribada del grup teotxitximeca-texcalteca, una de les set tribus nahuatlaques que havia sortit de Chicomóztoc cap a la vall de Mèxic on, segons narren les cròniques, van fundar Poyauhtlan l'any 2 pedernal (1290) on, segons el tonalpahualli, correspon a l'any 1100 de nostra era, a la vora del llac de Texcoco. Portaven una existència primitiva i van viure en coves fins que altres grups els van obligar a emigrar.
Van peregrinar pel Popocatépetl i Huexotzinco i van arribar finalment al regió ara anomenada Tlaxcala. primerament prop d'una muntanya anomenada Cuatlapanga, van sol·licitar permís als olmeques Xicalancas i els van concedir terres en aquest lloc, posteriorment es van anar al turó de Tepeticpac, paraula que significa “sobre el turó”, i amb el temps la van anomenar Tlaxcala, que en nàhuatl vol dir “lloc de pa de blat de moro” o “lloc de pa de moro”.
En aquests plans, situats entre les poblacions actuals de Texcoco de Mora i Chimalhuacán, van combatre amb els tepaneques sortint victoriosos. Pesi a això, van decidir continuar el seu pelegrinatge, doncs Camaxtli, déu dels tlaxcalteques, els va orientar dient-los: oncantonaz, oncantlahuiz, ocanyazque ayamonicam, que en català vol dir: "Avanci heu de passar, que encara no és aquí on ha de clarejar i sortir el sol".
L'any 5 pedra foguera (1348), els teotxitximecas, guiats pel seu déu Camaxtli i conduïts pel seu cabdill Culhuatecuhtli (qui va expulsar de la regió als últims olmeca-xicalanques i tolteques), es van convertir en senyors poderosos, van fer la pau amb els seus veïns i es van dedicar tranquil·lament a poblar aquestes terres.
Va començar llavors la vida social i política de la nació tlaxcalteca i es va fundar el primer senyoriu de Tlaxcala, amb un sol senyor com a cap; el mateix Culhuatecuhtli. Aquest li va cedir al seu germà menor, Teyohualminqui, bona part de la província de Tlaxcala, amb la qual cosa es va fundar després de 1384 el segon senyoriu d'Ocotelulco, el significat del qual és “en el lloc on hi ha boletes de ocote”, major i més important que el primer.
La creació del tercer senyoriu va ocórrerquan els de Cholula van donar mort al senyor d'Ocotelulco i es van apoderar de les terres. Alguns dels vençuts van fugir i van fundar Tizatlán, “lloc entre el guix, o terra sorrenca i blanca”, que amb el temps va arribar a competir en grandesa i prosperitat amb els altres dos senyorius de Tlaxcala. El quart senyoriu, Quiahuiztlán, que significa “lloc de la pluja”, es va fundar amb uns teotxitximeques que van arribar a la vall de Mèxic al segle xiv, doncs Culhuatecuhtli els havia promès terres perquè s'establissin en Tlaxcala.
Cadascun dels quatre senyorius tenia el seu propi territori i el seu propi govern. Aliats, van formar la confederació de Tlaxcala per mitjà dels seus caps, que els representaven i decidien els assumptes comuns a tota la província, en una espècie de consell. Aquesta confederació presentava una organització molt semblant a un govern republicà, on el cim del seu govern era guiada per quatre tecuhtlis, que resolien les principals preocupacions de la república i que governaven junts com una espècie de senat. Cada senyoriu era autònom, i al seu al voltant hi havia petits senyorius o altepetl que junts formaven una confederació.
Es va permetre als otomíes seguir vivint als voltants, com a treballadors i soldats perquè cuidessin les fronteres de la província, que eren amenaçades pel poderós Imperi Mexica. Tlaxcala es protegia també amb les fortificacions del Penyal de Hueyotlipan al nord-oest i amb Cacaxtla al sud-est. Aquestes fortaleses havien estat construïdes pels olmeca-xicalanques, però van ser utilitzades i reedificadas pels tlaxcalteques. Cuahtecutli Cuanez, una vegada guanyada la terra, ordena asseure en els quatre punts cardinals als millors guerrers per tenir cura de les fronteres, i als otomies com a agraïment a molts serveis prestats temps després se'ls concedeix el cuidar la frontera nord de Tlaxcala.

## Organització econòmica i social

### Tinença de la terra i principals cultius
Dins de les formes de propietat de la terra estaven els barris dels pobles tlaxcalteques, que controlaven terres per a l'ús comú o individual dels seus membres. Així, una part d'aquestes terres es distribuïa entre els caps de família i una altra era treballada per tots per sostenir els temples i sufragar les despeses de les guerres. Els nobles posseïen terrenys patrimonials que podien heretar els seus descendents. Les terres assignades a càrrecs públics eren treballades pels macehualsc als qui se'ls pagava pels seus serveis.
L'agricultura era el suport de la vida econòmica. Es practicava usant la coa o bastó plantador i depenia de les pluges. Sembraven blat de moro, faba, carabassa, tomàquet i maguey. Els agradava preparar el blat de moro en forma de pans de moro, tamals i atole. Era la base de la seva alimentació, la que complementaven amb plantes, herbes i altres fruits silvestres que recol·lectaven i sembraven també. En lloc de sucre consumien l'aiguamel dels magueyes i la mel dels ruscos d'abelles cimarrones. Tenien pocs animals domèstics; solament guajolotes i una raça de gossos: els xoloitzcuintli. Mai van tenir animals de càrrega.

### Comerç i tribut
Els tlaxcalteques comerciaven principalment blat de moro i cotxinilla. Aquesta era un insecte molt apreciat perquè amb ell s'elaborava una tintura color grana o vermella utilitzada en els tèxtils. A canvi d'això, rebien productes com a cacau, cotó, xile, vainilla, plomes, tabac, cera i mel. El mercat d'Ocotelulco era el principal centre comercial on, segons les cròniques, unes 20 mil persones acudien diari per, a través de la barata o la moneda, traficar amb productes com a cacau i petites mantes de cotó portades pels mayas. Hi havia molt ordre i un jutge decidia sobre les dificultats que sorgien.
Els mexiques, a causa de la guerra amb els tlaxcalteques, van fer un bloqueig comercial a aquests perquè no poguessin comerciar, sobretot amb les altres regions del Golf de Mèxic. Per aquest motiu en Tlaxcala van faltar cacau, plomes, or, cotó i sal per més de 60 anys. Aquest últim producte va ser substituït per un altre similar, el tequexquitl, que encara ara es produeix en Nopalucan i Tequexquitla. El comerciant era anomenat pochteca, al mercat, tianquiztli, i a la compravenda o barata, tianquitz. Els tlaxcalteques mai van pagar tributs a altres pobles, però sí a les seves autoritats per al seu sosteniment. En Tlamauhco (San Miguel), es trobava la casa dedicada a recaptar-los.

### La societat i la família
S'estima que la població de Tlaxcala a l'arribada dels espanyols era aproximadament de 250.000 habitants, quantitat que anava en augment perquè la gent no emigrava i en canvi molts arribaven fugint dels mexiques a viure a les quatre capçaleres principals.
La societat prehispánica tlaxcalteca estava formada fonamentalment per nobles, o piliales o pipiltzin i per una majoria macehualtin o plebeus. Dins de l'estrat superior, el qual era el grup de nobles que dominava, hi havia subdivisions o rangs: tlatoani, tecutli, pilli i els teixhuihuan. El tlatoani era el rang més alt dins de la noblesa i corresponia als senyors de les capçaleres; però àdhuc entre ells es distingien Xicohténcatl i Maxixcatzin, senyors de Tizatlán i Ocótelulco, als quals es deia tlatoque huelmoquiltonova, és a dir, senyors que tenien més gent que cap altre.
Els teuctli, segon rang de la noblesa, eren homes d'edat, rics i destacats, senyors o fills de senyors que haguessin guanyat alguna distinció en la guerra o demostrat molt valor; era necessari que posseïssin nombrosos béns, ja que havien de repartir molts d'ells quan aconseguien aquesta dignitat. Se'ls donava moltes distincions; amb ritus, es tancaven guardant dejuni en un dels seus temples per 40 o 60 dies, al cap dels quals eren traslladats al temple major on, després de certes cerimònies, els canviaven el nom. Llavors els lliuraven públicament els seus arcs, fletxes i macanes; i joies d'or. Els portaven per carrers i places amb gran gaubança, i celebraven innombrables festes en honor seu. Alguns mercaders també tenien les mateixes distincions.
El tercer grau en l'estrat superior era el dels nobles, pilli o pipiltzin, que no havien aconseguit el rang dels seus ancestres. Pipíltzin era també un terme general per a tot l'estrat superior.
Els teixhuihuan constituïen la categoria més baixa de la noblesa. Aquest nom significa literalment “néts”, la qual cosa indica que ells eren parents remots dels seus senyors i de la noblesa. A les dones, igual que als homes nobles que no heretaven cap rang polític, se'ls concedien terres i béns.
La resta de la població rebia el nom de macehuals o macehualtin. Aquests estaven al servei dels senyors i treballaven la terra. Havien d'usar roba curta molt senzilla, sense franges ni adorns, ja que el vestuari denotava el classe social al que es pertanyia. Entre ells hi havia també certa diferència social basada en les diferents ocupacions o en la naturalesa de la persona a la qual pagaven tribut. Els esclaus eren anomenats tlacotin. Els sacerdots majors realitzaven els sacrificis i els altres menors s'encarregaven del culte als déus i del teocalli.
La unitat social bàsica era la família: un conjunt de famílies formava un calpulli o barri, en el qual vivia el descendència per la línia del pare, així com la família a la qual pertanyia el marit. El calpulli tenia també importància militar, política i religiosa. Tots els homes que pertanyien al mateix calpulli havien de combatre junts, conduïts pels seus caps. Cada calpulli tenia el seu déu particular, el seu temple i les seves cerimònies especials. Si sorgien dificultats entre els caps de família, hi havia jutges que intentaven reconciliar-los.
Quan naixia un nen tots els seus parents ho satisfeien de regals, li parlaven de fets dels seus avantpassats i li imposaven un nom relacionat amb algun fenomen natural del dia del seu naixement o el d'una flor o un animal.
L'home havia de casar al tenir 22 anys i els casaments se celebraven amb festes que duraven dies, durant els quals els convidats cantaven, ballaven, declamaven i oferien regals als nuvis. Existia un profund respecte entre fills i pares i un gran sentit de l'honor. En el vida jurídica s'observaven les lleis de Netzahualcóyotl, el savi rei de Tetzcuco, i existien tribunals i jutges que castigaven les faltes.
Moltes vegades els tlaxcalteques es auto-sacrificaven, o bé morien en les freqüents guerres. Els que morien eren enterrats solemnement, vestits amb les seves millors robes i joies, perquè es presentessin així en el Mictlán, la casa dels morts. S'orava als déus de la mort i se celebraven festes a la casa que era del difunt.

## Política

### Govern
Abans de la Conquesta no existia cap ciutat anomenada Tlaxcala, però Cortés, en les seves Cartes de Relació, i a més altres autors, van creure el contrari. Per això aquest nom se li va quedar a tota la província i després, en fundar-se la ciutat espanyola; va ser anomenada Tlaxcala de Xicohténcatl. Els hispans van trobar aquí un govern aristocràtic, dividit en els quatre grans senyorius esmentats anteriorment i altres menors com Tecoac, Tepeyanco, Hueyotlipan, Atlihuetzía, els quals eren regits per les mateixes lleis de successió i pagaven tributs als quatre senyors principals.
Els senyorius formaven una espècie de confederació. Cadascun dels quatre senyors era anomenat tecutlato i el lloc s'heretava en tres dels quatre Senyorius, on només Quiahuiztlán era d'elecció. Aquesta forma d'organització política era la practicada en Tlaxcala en una època en què la majoria dels pobles europeus formaven monarquies o imperis absoluts. Cada representant gaudia de llibertat dins del seu Senyoriu i havia de reunir-se amb els altres tres per resoldre negocis comuns com la guerra, la pau, els límits, les vies de comunicació i les relacions amb altres pobles. En les campanyes militars un d'ells guiava a l'exèrcit i els altres romanien a la regió.
Quan Hernán Cortés va arribar a Tlaxcala de Xicohténcatl l'any 1519, el Consell o Senyoriu, com ho va dir el frare cronista Torquemada, estava format per Maxixcatzin, cap de la capçalera d'Ocotelulco i considerat com el principal Senyor: En importància seguia Xicohténcatl el Vell, cap de la capçalera de Tepeticpac i Citlapopocaizin, del de Quiahuiztlán. Hi havia un consell d'ancians que es reunia amb el senat per tractar i debatre assumptes de justícia i de guerra.
Segons els Padrons de Tlaxcala, el primer cens tlaxcalteca i escrit al Segle XV en nàhuatl, cada capçalera estava dividida en alguns tequitl, que incloïen diversos pobles subjectes a les capçaleres i els noms de les quals es formaven amb el d'un sant i un toponímic nahua, com és el cas de Sant Nicolás Panotla. Cadascun d'aquests pobles estava al seu torn dividit en barris. Per exemple, Tizatlán tenia sis tequitl formats per 41 pobles, Quiahuiztlán, quatre tequitl amb 42 pobles, i Ocotelulco sis tequitl amb 36 pobles.

### Guerres
Des de nens, s'inculcava als tlaxcalteques l'esperit guerrer i se'ls ensinistrava a poc a poc en el maneig de les armes. La carrera militar atorgava un gran prestigi i els guerrers que aconseguien capturar un nombre més gran de presoners rebien honors. Usaven vestits més adornats mentre major era la seva jerarquia militar. En cas que realitzessin alguna proesa excepcional, podien rebre terres i premis especials i la dignitat de tecutli, que era la més alta. A més, es pensava que si el guerrer moria en combat la seva ànima anava a un paradís especial.
La guerra era una cosa molt important en la vida política i social tlaxcalteca. En primer lloc, era l'únic mitjà de defensar-se dels mexiques i els seus aliats i, en segon, proporcionava presoners per sacrificar als déus. Pertanyien a l'exèrcit tots els homes capacitats. Les armes fonamentals eren la macana de fusta amb angles filosos d'obsidiana; el dard, que llançaven amb el atlatl (l'arc i la fletxa) i la fona i la llança.
Barallaven en grups sense un sistema ordenat: allí cada grup anava amb el seu cap i comptava amb una insígnia. Per defensar-se usaven escuts coberts de pells, o vegades adornats amb plomes i pintures; a més usaven peces de cotó embuatat. Tampoc podien lluitar de nit.
Els progressos realitzats pels tlaxcalteques en la seva organització i l'art, la ciència i altres aspectes, van despertar l'enveja dels seus veïns mexiques, cholultecs i huexotzinques, els qui els hostilitzaven constantment, especialment aquests últims, que no van aconseguir conquistar Tlaxcala malgrat haver-se apoderat d'altres senyorius durant el Segle XVI i de dominar la regió.
Una guerra notable va ser la realitzada per auxiliar al famós rei poeta de Texcoco, Netzahualcóyotl, qui refugiat en Tlaxcala, va demanar ajuda per recuperar el seu regne. Quan ho va aconseguir, va quedar profundament agraït als quatre senyorius. Però fou amb el regnat de l'emperador Moctezuma I quan van començar les grans conquestes asteques o mexiques, que causessin molta preocupació en Tlaxcala, i que posaven en perill la seva relació comercial amb altres pobles. Llavors es va iniciar una llarga sèrie de guerres contra els mexiques els qui van anar conquerint els pobles voltant a Tlaxcala, privant-la del comerç i de productes indispensables com la sal.
Els tlaxcalteques, davant això, van adoptar una tècnica defensiva: van envoltar la província amb grans fossats, fortes guarnicions, i sobretot la van protegir amb la seva famosa muralla. Molts otomíes i txalques es van refugiar en Tlaxcala i es van comprometre a guardar les seves fronteres i a pagar tributs. Aquesta situació va durar molts anys, en els quals els tlaxcalteques van romandre captius dins de les seves pròpies terres.
Uns anys abans de l'arribada d'Hernán Cortés a Mèxic, en Moctezuma II va intensificar la lluita contra els tlaxcalteques, aliant-se amb els cholulteques i els huexotzinques. Aquests últims, pel seu costat, es van enfrontar a Tlaxcala en dues grans guerres, van entrar al seu territori i van causar molts estralls com a represàlia, els tlaxcalteques van envair Huexotzinco, van cremar les collites i van arraconar als seus enemics a la part alta de la serra Nevada. Al seu torn, aquests van demanar auxili a Moctezuma II, qui va enviar un exèrcit al comandament del seu fill Tlacahuepantzin, que va ser vençut i mort a la vall d'Atilxco pels tlaxcalteques, entre els quals van destacar per la seva valentia i destresa els capitans Umacatzin, dos Xicohtécatl, pare i fill, Acantetehua i uns altres.
Moctezuma II, enutjat per la mort del seu fill, va prosseguir la guerra contra Tlaxcala, la qual sempre era auxiliada pels seus aliats, els otomís. Com recompensa a la seva fidelitat, molts senyors tlaxcalteques van casar capitans amb filles otomís.
En una d'aquestes lluites, en què sembla va haver-hi més derrotes asteques que victòries, els huexotzincas van capturar a Tlahuicole, d'origen otomí, i ho van conduir a la presencia de Moctezuma II qui, admirant el seu valor, ho va obligar a anar com a capità general del seu exèrcit en la campanya contra els purépecha. Tlahuicole no va voler tornar a Tlaxcala com a traïdor, per la qual cosa va demanar la mort en el sacrifici gladiatori, en el qual va matar i va ferir a diversos guerrers abans de sucumbir. Amb l'arribada d'Hernán Cortés es van interrompre els plans d'en Moctezuma II de conquerir Tlaxcala, que era ja una gran fortificació militar i comptava amb l'ajut de molts aliats, tots enemics dels asteques i en guerra constant contra ells.
Per descomptat que en aquestes batalles comptava moltíssim la necessitat d'aconseguir presoners per sacrificar-los als seus déus, com va ocórrer en la Guerra Florida, que va començar des de l'època de Moctezuma I. No obstant això, les pèrdues que sofrien en elles tots dos bàndols eren massa grans perquè fossin només tornejos rituals, per la qual cosa se suposa l'existència de causes econòmiques polítiques que provocaven aquestes batalles.
Els espanyols van trobar en Tlaxcala una nació independent i com unes altres de Mesoamérica enemiga irreconciliable dels mexiques, als qui odiava tant que es va aliar amb ells. A l'arribada dels espanyols, els tlaxcalteques van pensar aliar-se'ls per vèncer als seus eterns enemics, recolzant-se a més en les velles profecies del seu poble, que anunciaven l'arribada d'homes blancs i barbats. Van resistir al principi als espanyols i havent estat vençuts per aquests se'ls van unir finalment en la seva lluita contra els mexiques.

## Cultura

### Religió
La religió va ser molt important en la vida tlaxcalteca prehispànica i influïa en les persones des que naixien fins a la seva mort. Els seus efectes es van fer sentir en l'art, les ciències, els jocs, els esports, el comerç, en l'organització política i social i, especialment, en la guerra.
Aquesta religió era politeista, és a dir, estava estava composta per molts déus i moltes creences, algunes heretades dels seus avantpassats els txitximeques i altres adoptades dels olmeques, teotihuacans i tolteques.
Pels tlaxcalteques, l'univers era dividit en dos mons: un d'horitzontal i un altre vertical. L'horitzontal s'estenia cap als quatre punts cardinals, cadascun dels quals estava dominat per certs déus. El vertical comprenia nou inframundos i nou paradisos.
Camaxtli, el déu principal, déu de la caça i de la guerra, representat amb cabell llarg, plomall de plomes i la pintura “estel·lar” negra cobrint els seus ulls. El seu cos estava decorat de dalt a baix amb línies blanques, i una pedra transparent adornava el seu nas. Sota el braç portava unes pells de conill, a la mà dreta una canastra amb menjar i, en l'esquerra, un arc amb fletxes. Alguns autors ho identificaven amb el déu Mixcoatl i ho creuen pare del déu Quetzalcóatl.
S'estima que el temple major dedicat a aquest déu estava en Ocotelulco; era molt bell, circular i cobert de palla. En ell es trobava l'estàtua de Camaxtli (que Moctezuma II va intentar portar-se diverses vegades sense èxit) i davant d'això hi havia plomes precioses, algunes fletxes velles, un arc petit i altres objectes que se suposa posseïa el déu quan guiava als txitximeques en la seva peregrinació.
Tláloc, el déu de l'aigua, era especialment adorat en un lloc de la Malintzi anomenat Tlalocan. Diu la tradició que va anar el primer déu que els tlaxcalteques van tallar en pedra en aquest lloc. El fra Martín de València va manar destruir l'ídol al Segle XVI.
Altres déus importants eren Toci, mare dels déus o cor de la terra, Huehuetéotl déu vell del foc, Tezcatlipoca “el sacrificat”, identificat amb la nit i amb els déus que signifiquen mort, maldat i destrucció, i Xochiquétzal, deïtat de les flors i la primavera. Als volcans Popocatépetl i Iztaccíhuatl els tenien per déus i els consideraven marit i muller; a Matlacueitl la tenien per bruixa i endevina, casada amb Tláloc. Creien també en una llegenda anomenada dels cinc sols o edats pels quals havia travessat el món. Als eclipsis de sol o de lluna els consideraven de mal averany, igual que als cometes.
En honor dels seus déus, els tlaxcaltques practicaven els sacrificis humans, especialment de presoners de guerra. També eren comuns els autosacrificis com el dejunar, el sagnar-se la llengua i les gemmes dels dits amb una espina de maguey, i 'escorxament dels sacrificats amb finalitats religioses. Un altre tipus de sacrificis era el gladiatori, que consistia a morir combatent amb altres guerrers. Així va morir, per exemple, Tlahuicole, guerrer tlaxcalteca-otomí.
En els seus temples sempre tenien encès foc i cremaven copal o tabac molt per honrar als seus déus. Durant la sequera realitzaven processons i penitències i donaven ofrenes a Tláloc. Rendien culte als morts i quan algun cacic o gran senyor moria, ho vestien luxosament i ho adornaven amb joies; els principals del Senyoriu ho portaven en camins fins a una gran fogata a la qual ho llançaven juntament amb els seus criats i amb els quals volien acompanyar-ho, després recollien les seves cendres i li aixecaven estàtues si s'havia distingit per les seves gestes. A altres senyors els sepultaven en comptes de cremar-los i deixaven ofrenes al seu costat. Després de l'enterrament se celebraven esplèndides festes a casa del difunt.

### Educació
Els pares tenien al seu càrrec l'educació dels fills petits, als quals portaven a les labors del camp. Els ensenyaven a emplear utensilis domèstics i a efectuar senzilles tasques casolanes. Si eren menors de vuit anys i cometien alguna falta només els aconsellaven i amonestaven, però després d'aquesta edat eren corregits amb diversos càstigs corporals.
Quan complien 13 o 14 anys, els homes havien de treballar i les nenes laborar en la cuina, filar i teixir, fins que es casaven, entre els 16 i els 18 anys.
L'educació començava després dels 15 anys en dues escoles depenent del seu estatus en la societat: el telpochcalli, destinat als plebeus, els qui rebien entrenament militar i on aprenien arts i oficis, i el calmécac, que era l'escola per als nobles, als qui s'entrenava militarment i s'educava per ocupar alts llocs en l'estat o per exercir el sacerdoci. Els que escollien això últim romanien en el calmécac tota la seva vida. Els mestres s'encarregaven d'explicar les pintures dels còdexs i feien que els estudiants aprenguessin de memòria himnes, poemes, discursos i relats tradicionals.
Els alumnes del calmécac servien en el temple des que ingressaven en ell; per la seva banda, els del telpochcalli havien d'ajudar en les labors del camp, en la construcció de cases i participar en la guerra com a escuders. Els joves romanien a l'escola fins que es casaven, entre els 20 i 22 anys.
També hi havia escoles per preparar a les joves com a sacerdotesses; allí aprenien a teixir, a treballar la ploma i a servir al culte del temple. Des de nen, els tlaxcalteques havian de sotmetre's a les lleis establertes, si cometien algun delicte com robar o assassinar, eren severament castigat per tribunals especials o pel mateix poble.

#### Bases científiques
Els tlaxcalteques tenien coneixements de matemàtiques, astronomia, medicina i ciències naturals, entre altres disciplines, els quals van aplicar en la solució de problemes econòmics i socials.
Es comptaven les dates amb dos calendaris: un de ritual i un altre solar. El ritual o religiós tenia 260 dies dividits en 20 mesos de 13 dies cadascun. El solar o civil tenia 18 mesos de 20 dies, més cinc dies que es consideraven nefasts o dolents anomenats nemonteni. Cinquanta-dos anys integraven un segle, el qual actualment es coneix amb el nom de segle asteca. Per elaborar el seu calendari, es van basar en càlculs matemàtics i en observacions astronòmiques que regien, en bona part, les destinacions de la població. Observaven els astres i altres fenòmens naturals com els eclipsis.
Els seus coneixements de medicina, guarien fonamentalment per mitjà de plantes, herbes, arrels, fulles i escorces d'arbres, amb les quals elaboraven begudes, pólvores, gotes, pomades i emplastos medicinals. Van arribar o guarir amb més eficàcia que els europeus de la mateixa època diverses malalties, així com cremades, ferides, hemorràgies i picades d'animals verinosos.

### Art
Els tlaxcalteques es van distingir pel bon ús que feien del llenguatge. Una prova d'això són els càntics amb què van triomfar en un certamen poètic convocat per Netzahualcóyotl, el rei poeta de Tetzcuco. També van guanyar en un altre concurs literari celebrat en Huexotzinco. La majoria de la població parlava nàhuatl, encara que alguns també una mica de otomí i de pinome.
Hi havia escrivans que componien tlatolli, és a dir, relats i discursos, i cuicatl, poemes amb ritme, mesura i entonació que de vegades s'acompanyaven de música. Els teocuicatl eren poemes dedicats als déus, veritables himnes mitològics als quals calmava preferència en l'ensenyament escolar. Els teponazcuicatl requerien acompanyament musical.
Entre els poetes més coneguts figuren Tecuanitzin, de la capçalera de Quiahuiztlán, home savi i noble, autor del cant Xochipitzahuatl; Camaxochitzin, Xicohténcatl el Vell (també notable orador), Xicohténcatl el Jove (fill del Vell); Xayacamachan (Tepolohuatl), i Motenehuatzin, germà de Xicohténcatl el Jove. Es conserven poesies com el Tlaxcaltecayotl, l'autor del qual és desconegut.
Els tlaxcalteques van eternitzar en bells cantars les victòries de ses guerres i les proeses dels seus capitans. Solien usar adagis, proverbis i preguntes o manera d'endevinalles. També componien rondalles i contes humorístics.
L'oratòria era molt comuna, especialment entre nobles i ambaixadors, que demostraven grans dots i memòria sorprenent. A més a més, els quatre senyors que integraven el consell eren excel·lents oradors.
Els tlaxcaltques també feien representacions teatrals relacionades amb la seva vida diària i amb les proeses dels seus déus i dels seus guerrers. Va ser tan popular l'art teatral que es va seguir conreant en l'època virregnal. Hi havia gent especialitzada en l'elaboració d'escenaris i del vestuari dels actors, dansaires, cantaires i bufons o uetzquiztomac.
Els noms indígenes que encara es conserven en les poblacions i llocs de Tlaxcala són testimoni de l'ús del nàhuatl dels seus avantpassats, llenguatge que van usar per formar la toponímia indígena.
La música va tenir un paper essencial en la vida dels tlaxcaltques. El seu ritme era fort però atonal. Les seves diverses flautes no tenien una escala fixa. El teponaxtle i el huéhuetl eren els principals instruments musicals. El primer consistia en un tambor de fusta amb dues llengüetes i produïa dos sons diferents. Es tracta d'un instrument de percussió, de fusta tallada, que va representar un personatge amb lligadura i collaret de plomes, recolzat de cap per avall. En els ulls té incrustacions de conquilla i pirita.
El huéhuetl era un tambor de cuir. Alguns instruments musicals complementaris van ser les flautes de fang, caragols, xiulets, sonajas i raspadors. Quan van arribar els espanyols gairebé tota la música indígena va desaparèixer o bé va ser modificada. No obstant això molts dels seus instruments van seguir usant-se durant el Virregnat. Tant la música com la dansa estaven relacionades amb la religió. Pel que narren les cròniques se sap que aquesta última s'acompanyava amb cants. Els edificis prehispànics tlaxcalteques no van ser grans. Amb calç i pedra es van erigir temples, palaus i cases que posteriorment, els espanyols van reemplaçar per altres construccions.
La famosa muralla de pedra estava situada a la frontera est i nord-oest de Tlaxcala, en el lloc per on va entrar en Cortés en aquest territori.
El conjunt arqueològic de Cacaxtla era una fortalesa que comptava amb adoratoris, plataformes, places i piràmides i que, juntament amb els pujols de Xochitécatl, dominava la vall poblano-tlaxcalteca. Allí són notables els murals de colors, amb influència maia i teotihuacana, en els quals ressalten les figures humanes, o quin fent la guerra, així com l'home-jaguar i l'home-ocell.
Tepeticpac, el primer Senyoriu que es va fundar, tenia un palau i distava vuit quilòmetres de Tizatlán. En aquest lloc es van localitzar els vestigis de l'antic teocalli, els altars del qual estan decorats amb jeroglífics. Quiahuiztlán, a quatre quilòmetres de la ciutat de Tlaxcala capçalera del senyoriu del mateix nom, també tenia un palau, situat enrere de l'actual església principal.
Ocotelulco situat a tres quilòmetres de la capital, capçal del seu senyoriu i governat per Maxixcatzin, era el centre administratiu i comercial de la zona. Tenia un espaiós tianquiztli, un temple que era el major a la província i un palau amb moltes instal·lacions annexes, inclosa una casat feres. Els primers franciscans que van arribar a Tlaxcala van viure en ell un temps.
Els tlaxcalteques practicaven l'escultura, però les seves obres tenien formes rígides. Representaven déus, homes i animals. Poc abans de la conquesta, la regió poblano-tlaxcalteca va ser, famosa per la seva ceràmica policromo, més variada que la mexica, i considerada de les més belles i millor fabricades del Mèxic prehispànic. Adornaven els seus vestits, tocats, ventalls, divises i estendards amb plomes de quetzal, garsa, continga, llaurés, colibrí i papagai, les que cosien pel canó, o parteix buit, i col·locaven unes sobre unes altres formant dibuixos.
Els metalls preciosos com l'or i l'plata no van ser molt comuns a la regió, així que els obtenien per mitjà del comerç amb altres pobles. Un altre art que van practicar va ser el de la incrustació de petxines, obsidiana i jade, en objectes de pedra, fusta o os, com a escuts, pitets, màscares i orelleres.